# Промышленный контроллер
Промышленный контроллер — подсистема, управляющая работой подключенных к ней устройств, но, как правило, не изменяющая данные, которые могут проходить сквозь неё. Возможно форматирование потока данных для передачи или записи на носитель. К контроллерам могут подключаться периферийные устройства или каналы связи.
Исторически контроллером называли аппарат управления для пуска, остановки, реверсирования или регулирования скорости вращения электродвигателей. Устройство представляло собой вал с контактами. Вал поворачивался от приводимого в движение механизма или отдельного двигателя. Контакты контроллера включались непосредственно в цепи питания электродвигателей. Устройство использовалось в электроприводе подъемно-транспортных машин и механизмов.
Широкий термин, охватывающий множество возможных реализаций:
- программируемые логические контроллеры;
- встроенные электронные контроллеры.